# タムタム
タムタム (Tam-tam) は、金属で作られた大型の打楽器。

## 概要
タムタムは、体鳴楽器である銅鑼（ゴング）の仲間に分類される。一定のピッチの判別しがたい、低い音が出る。また余韻も非常に長い。
形は丸く、皿形で、縁が直角に短く裏へ折られている。直径は30cmから110cmほどである。通常は直径15cmほどのヘッドのついたマレットで叩く。大太鼓（バスドラム）のマレットと似ているが、より硬く大きく、重量感がある。楽器は通常、金属製の枠（スタンド）から紐で吊るして支持する。
中国を起源としており、しばしば楽器の表などに模様として漢字が書かれている。
タムタムは銅80%、スズ20%の青銅によって作られており、中国の特殊な錬成技術を用いて作成される。この錬成技術はフランスの化学者Jean-Pierre-Joseph d'Arcet （1777 - 1844）によって解明された。
タムタムと似た楽器にゴングがあるが、これはインドを起源とする。中央に半球状の凸部があり、この凸部を叩くと一定のピッチが判別できるので、一般に別の楽器として扱う。プッチーニの歌劇『トゥーランドット』にはタムタムと共に「チャイニーズゴング」が使われるが、これも音程を有する楽器である。
なお、似た名前の楽器に太鼓の一種のトムトム（Tom-tom）がある。しばしば混用されるが、現在では銅鑼にタムタム、太鼓にトムトムという使い分けが定着してきている。

## 奏法
一般的には、大きめの太く、硬めのマレットで叩く。バスドラム用の布やフェルトを巻いたもの、古タイヤを巻いたものなどがある。ロールが要求される場合は、やや小型のマレットを2本使用する場合がある。ただし、余韻が非常に長い楽器であるため、1本のマレットで叩き続けてもロールのように聞こえさせることが可能である。
"l.v. "（仏: laissez vibrer の略）、独: "Klingen lassen "などの指示がある場合は余韻を止める必要はないが、そうでない場合には、マレットや手、場合によっては身体全体を使って音を止めなくてはならない。
専用のマレットではなく、ティンパニなどのマレットで叩く事もあるが、この場合は従来の重厚な音ではなく甲高い音になる。この奏法は、マルチパーカッションと呼ばれる、打楽器奏者が様々な打楽器を並べて色々な楽器を交互に叩く場合、太いマレットを持ち替える時間がない場合などに用いる。
リヒャルト・シュトラウスの『エレクトラ』や、ストラヴィンスキーの『春の祭典』などでは、トライアングルのビーターで表面をこするという奏法が指定されている。現代音楽では、そのほかにスーパーボールやブラシでこする、グロッケンシュピール用の真鍮製のマレットで叩く、弦楽器の弓で擦る、水につけて打つ、などの様々な特殊奏法が常套的に使用されるようになっている。

## 演奏効果
ヨーロッパで最初にタムタムが用いられたのは、グルックによる、フランス革命の指導者ミラボーの葬送行進曲（1791年）とされるが、それ以降、ヨーロッパにおいてタムタムは嘆きや恐怖をドラマチックに表現するため、金管楽器の重い和音と一緒に使われた。
弱音での使用（単音）
単独で叩かれるタムタムの弱音は、独特のぞっとするような痛ましげな音がする。ベルリオーズの『管弦楽法』では、 での効果的な使用例としてマイヤベーアの『悪魔ロベール』第3幕の音楽が挙げられている。ロマン派以降においても、チャイコフスキーの交響曲第6番「悲愴」第4楽章での、トロンボーンとチューバの絶望的なコラールを導き出すタムタムのソロ（なお、「悲愴」交響曲においてタムタムが使用されるのはこの1打のみである）や、マーラーの『大地の歌』第6楽章「告別」冒頭部分での、低音楽器と組み合わせられたタムタムなどの使用例がある。
ロールによるクレッシェンド
最弱音から最強音まで演奏が可能であり、タムタムが最も本領を発揮する使用方法である。この方法で得られる  はオーケストラの響きによく溶け込み、全体の響きを倍加させる効果がある。このような使用例としては、メシアンの『トゥーランガリラ交響曲』の第5、第10楽章の終結や、マーラーの交響曲第2番の第5楽章、ウェーベルンの『管弦楽のための6つの小品』第4曲などがある。タムタムは巨大な金属の塊であることに加え、桴が硬質でないことから反応速度が遅い。このため、ロールでのクレッシェンドも時間をかけて行われることが普通であるが、ストラヴィンスキーの『春の祭典』、レスピーギの交響詩『ローマの祭り』第1曲「チルチェンセス」のように、短時間で音量を上げることを要求する楽曲もある。
強音での使用（単音）
ロールによる最強音と違い、単音での強音はオーケストラの響きからは分離した、圧倒的なアクセントとなる。クライマックス部分で見られる他、オルフの『カルミナ・ブラーナ』や、コープランドの『市民のためのファンファーレ』のように、曲の開始に使われる場合がある。刺激的な金属音であることから、レッド・ツェッペリンのようにハードロックでの使用例もある。
エスニックな表現として
中国由来の楽器であるため、アジア、特に中国をイメージさせる楽器としての使用方法もある。ラヴェルの『マ・メール・ロワ』第3曲「パゴダの女王レドロネット」の中間部に使用例がある。また、中国を舞台としたプッチーニの歌劇『トゥーランドット』ではタムタムやゴングが効果的に使用されているが、特に第1幕では、求婚の合図として「3発の銅鑼」が設定されており、ストーリーのうえでも重要な位置を占めている。

## 効果的に使用する楽曲
- 独奏曲
  - シュトックハウゼン：ミクロフォニー
- 管弦楽曲
  - チャイコフスキー：交響曲第6番、マンフレッド交響曲
  - ムソルグスキー：展覧会の絵（ラヴェル版など）、はげ山の一夜
  - マーラー：第1番から第9番まですべての交響曲、大地の歌、など
  - リヒャルト・シュトラウス：アルプス交響曲、など
  - ドビュッシー：交響詩「海」
  - ストラヴィンスキー：春の祭典
  - バルトーク：弦楽器、打楽器とチェレスタのための音楽、管弦楽のための協奏曲、など
  - ショスタコーヴィチ：交響曲第1番、交響曲第4番、交響曲第5番、交響曲第6番、交響曲第7番「レニングラード」、交響曲第8番、交響曲第10番、交響曲第11番「1905年」、交響曲第12番「1917年」、交響曲第13番「バビ・ヤール」、交響曲第15番、など
  - プロコフィエフ：交響曲第5番など
  - 黛敏郎：涅槃交響曲、など
  - 矢代秋雄：交響曲、など
  - イベール：交響組曲「寄港地」～第3曲「バレンシア」
  - ラヴェル：マ・メール・ロワ～「パゴダの女王レドロネット」、ボレロ、ラ・ヴァルス、など
  - メシアン：われ死者の復活を待ち望む、トゥーランガリラ交響曲、など
  - ウォルトン：交響曲 第1番、ベルシャザールの饗宴、など
  - ホルスト：惑星～「火星、戦争をもたらす者」「天王星、魔術師」
- 協奏曲
  - リスト：死の舞踏
  - バルトーク：ピアノ協奏曲第2番、など
- 声楽曲
  - オルフ：カルミナ・ブラーナ、カトゥリ・カルミナ、アフロディテの勝利、など
  - プロコフィエフ：カンタータ「アレクサンドル・ネフスキー」
- 吹奏楽曲
  - ヴァーツラフ・ネリベル：交響的断章、 2つの交響的断章、トリティコ、など
  - 真島俊夫：三つのジャポニスム
- ポピュラー音楽
  - エマーソン・レイク・アンド・パーマー：トッカータ、など
  - クイーン：ボヘミアン・ラプソディ
  - マハヴィシュヌ・オーケストラ：アルバム火の鳥収録の「火の鳥」という曲は文字通りタムタムの音から始まる
  - X JAPAN：オルガスム
  - AAA：DRAGON FIRE